# Apc (Hungria)
Apc é um município da Hungria, situado no condado de Heves. Tem 20,46 km² de área e sua população em 2015 foi estimada em 2.453 habitantes.